# Côte-de-l'Or suédoise
1650–1663
Entités précédentes :
- Côte-de-l'Or suédoise
- Empire ashanti

Entités suivantes :
- Côte-de-l'Or danoise
- Côte-de-l'Or néerlandaise

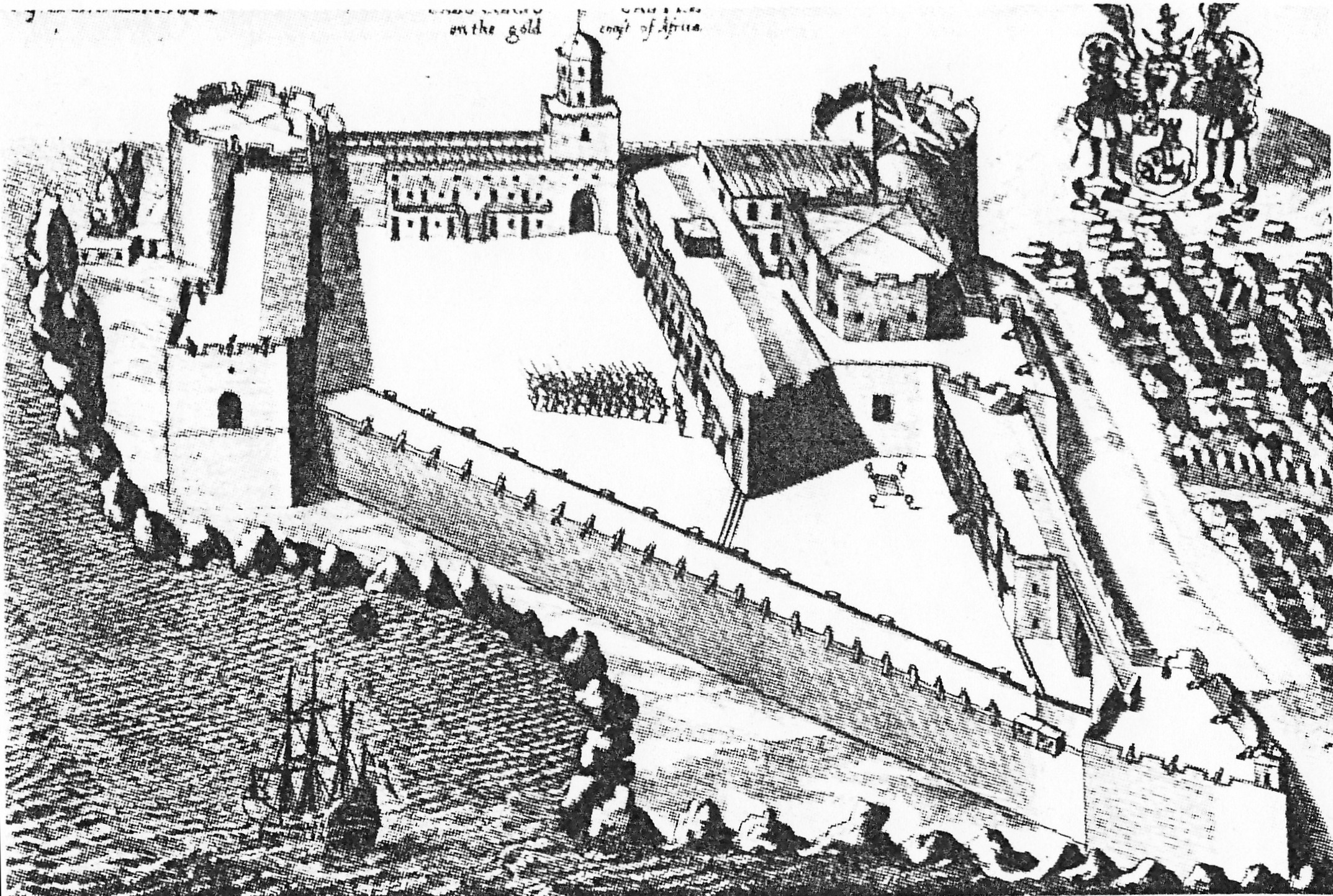
Le fort Carolusburg en 1682 (futur fort de Cape Coast).

La Côte-de-l'Or suédoise était le nom donné aux implantations et comptoirs coloniaux suédois en Côte de l'Or, dans l'actuelle région sud-est du Ghana, en Afrique de l'Ouest. Fondée en 1650 dans le golfe de Guinée, les possessions suédoises passent sous contrôle progressif des danois (Côte-de-l'Or danoise) et des néerlandais (Côte-de-l'Or néerlandaise). En avril 1663, la Suède perd ses dernières positions dans la région. 

## Années 1640
La Côte-de-l'Or suédoise, comme sa rivale danoise qui prendra forme une décennie plus tard dans la même zone du littoral de l'Afrique, émerge en projet peu après la guerre de Torstenson qui opposa entre 1643 et 1645 entre l'Empire suédois et le royaume du Danemark et de Norvège à la fin de la guerre de Trente Ans et qui reprend entre 1655 et 1660 sous forme de la Première guerre du Nord.
Dès les années 1640, des bateaux isolés partaient de Glückstadt, dans l'estuaire de l'Elbe, dans le Brandebourg, fondée par Christian IV de Danemark en 1617 et fortifiée en 1620 comme centre commercial, en compétition avec Hambourg, située également sur l'Elbe. Ces navires partaient pour la Guinée, grâce à des licences délivrées par le roi de Danemark, avec des marchands hambourgeois comme actionnaires et co-armateurs, mais aussi des bailleurs de fonds d'Amsterdam. Parmi eux, le dernier partit en décembre 1649.
Rapidement, les Suèdois ne furent pas en reste et dès 1648, le célèbre métallurgiste wallon installé en Suède, Louis De Geer, expédie deux bateaux, les nommés Christina et Stockholm vers la Guinée. 
Le second est au printemps 1650 de retour de la Barbade, île anglaise des Antilles, et vend à Hambourg une cargaison de 166 défenses d'éléphant, 20 livres d'or et 33370 livres de sucre brun. Il n'existe pas encore à l'époque de filière d'exportations d'esclaves au départ de la Côte de l'Or. Quelques-uns travaillent pour les Portugais, puis les Hollandais, dans les forts de traite ou le transport des marchandises vers les sites aurifères, mais tous ont été amenés d'autres régions
Le navire en a peut-être amené, achetés dans les forts, car le flux d'arrivée d'esclaves à la Barbade par des navires anglais, actif en 1644-1646 venait de se tarir, au moment précis où la production de sucre au Brésil était quasiment réduite à zéro, faisant flamber son prix et s'envoler la production de la Barbade. Les courants maritimes gênant le retour d'Afrique amenaient aussi parfois les navires à effectuer un long détour par l'Ouest et la Caraïbe, pour en ramener du sucre ou du tabac, aux époques où sa valeur avaient augmenté.

## Les années 1650
Ce n'est qu'une décennie après les Suédois que les Danois furent introduits par Henry Caerlof, un ancien salarié des Hollandais, qui travailla ensuite pour les Suèdois pour une troisième nation, le Danemark. En 1650, le roi local avait en effet noué des liens d'amitié avec ce navigateur et marchand hollandais d'origine polonaise. Le commerce avec les Européens lui permit par la suite d'acquérir, en échange d'or puis d'esclaves, des mousquets et de la poudre.
Auparavant, Henry Caerlof travaillait pour une Compagnie suédoise d'Afrique, qui obtint sa première charte (1649 à 1654) « pour les voyages à destination de l'Afrique, de l'Amérique et d'autres îles lointaines dans l'Atlantique, principalement la Barbade », déjà fréquentée en 1648 par le navire de Louis de Geer qui en ramène du sucre. Le point de départ l'organisation et pour la navigation devait être la ville de Stade, également dans l'estuaire de l'Elbe, dans le Brandebourg, alors en partie sous domination suédoise.
Le groupe était formé autour de Laurens de Geer, fils de Louis De Geer et propose de nouveaux comptoirs comme Butre en Ahanta et Jumore en Appolonie. Henry Caerlof compte aussi sur la Compagnie suédoise d'Afrique pour bâtir le futur Fort Christiansborg, d'abord appelé Fort Osu. Les comptoirs suédois furent construits dans les environs d'Elmina, pour bénéficier des relations d'Henry Caerlof. 
Mais en 1652 et 1653, les Anglais capturèrent les navires de la Compagnie suédoise d'Afrique, auxquels des commerçants hambourgeois étaient probablement encore intéressés. Elle obtint cependant une nouvelle charte en 1655 et vers la fin des années 1650, le vieux fort anglais de Kormantin est pris par des colons suédois. L'or qu'ils y trouvent paie la rançon de l'un des leurs.
Les Provinces-Unies nouent de leur côté des alliances tactiques entre la Compagnie néerlandaise des Indes occidentales et les chefferies d'Ahanta et d'Encasser afin de déloger les comptoirs suédois. La signature du traité de Butre, en 1656, établit un protectorat hollandais sur les territoires dans lesquels les suédois se sont installés. Le Fort Batenstein est érigé sur la colline qui surplombe Butre. Cela marque le changement définitif de juridiction européenne dans la région jusqu'en 1872. 
Les liens commerciaux entre suédois et la Barbade aux Antilles ont été perturbés par la Première Révolution anglaise. Dès 1643, le Parlement souhaite encadrer le commerce des colonies britannique et vote une taxe d 25 % sur les « rentes annuités et offices », notamment coloniaux, pour financer un énorme effort de construction de navires, ce qui permet à l'Angleterrede bâtir plus de navires dans les quatre premières années de la décennie 1640 qu'au cours des 25 précédentes. 
Puis en août 1650, un embargo a visé les trois colonies qui reconnaissent Charles II d'Angleterre, dont le père vient d'être jugé et décapité: la Barbade, les Bermudes, et la Virginie  et un blocus maritime de la Barbade est maintenu pendant des mois à la fin 1650 afin d'affaiblir les royalistes et couper leurs liens avec ceux qui sont restés en Angleterre tandis qu'une loi du 10 novembre 1650 créée une taxe de 15 % sur toutes les cargaisons marchandes, pour financer leur protection sous forme de convois escortés par des navires de guerre. Dans la foulée le premier des Actes de navigation est voté le 9 octobre 1651, venant consolider la croissance de la Royal Navy.
Les Hollandais, très liés eux aussi au commerce de l'île anglaise de la Barbade aux Antilles, ont réagi aux captures de leurs navires par la première guerre anglo-néerlandaise, qui a duré de 1652 à 1654, débouchant sur la domination anglaise dans la Mer des Caraïbes.